# Albert Goffaux
Albert Jules Lucien Goffaux (Gent, 9 februari 1882 - Aarlen, 27 mei 1947) was een Belgisch volksvertegenwoordiger.

## Levensloop
Goffaux werd treinwachter bij Belgische Spoorwegen. Werken bij de spoorwegen hield in dat men makkelijk van de ene kant van het land naar de andere werd overgeplaatst, en zo werd hij in 1923 hoofdtreinwachter in Aarlen. Tijdens de Eerste Wereldoorlog diende hij in het leger als sergeant van de karabiniers-cyclisten, in februari 1919 keerde hij terug naar het burgerlijk leven. Tijdens een illegale staking door het spoorwegpersoneel in mei 1923 werd Goffaux door de katholiek-liberale regering-Theunis I als een van de aanstokers beschouwd en geschorst. In 1925 werd hij door de socialistische minister van Spoorwegen Edward Anseele in zijn baan hersteld. 
In een gebied met weinig industrie, werd hij niettemin een voortrekker van de socialistische Belgische Werkliedenpartij. In 1921 werd hij gekozen tot gemeenteraadslid van Aarlen en van 1922 tot 1926 en van 1939 tot aan zijn overlijden in 1947 was hij schepen in de gemeente. In 1924 huwde Goffaux met Pauline Bremy, die eveneens schepen van Aarlen is geweest.
In april 1925 werd hij als lijsttrekker in het arrondissement Aarlen-Marche-Bastenaken verkozen tot lid van de Kamer van volksvertegenwoordigers. Hij bekleedde het mandaat tot in 1929 en was opnieuw volksvertegenwoordiger van 1932 tot 1946. In de Kamer zetelde hij in de commissie Vervoer en nam hij het woord over spoorwegkwesties en de belangen van zijn streek, al waren zijn parlementaire tussenkomsten eerder zeldzaam. Bij de verkiezingen van 1946 was hij geen kandidaat meer.
Aarlen heeft een Rue Albert Goffaux, nabij het station.

## Voetnota
1. ↑   Dit is de geboorteplaats bij Van Molle vermeld. Op Geneanet wordt gemeld dat hij in Herbeumont was geboren.